# Аннаполисская конвенция
Аннаполисская конвенция (англ. Annapolis Convention) — в истории США региональное собрание в Аннаполисе, штат Мэриленд, состоявшееся в сентябре 1786 года и ставшее важным объединяющим моментом в движении за созыв федерального съезда для пересмотра Статей Конфедерации.

## Описание
В 1785 году Мэриленд и Виргиния разошлись во мнениях по вопросу о правах судоходства по реке Потомак и Чесапикскому заливу. Встреча по этому вопросу привела к общему обсуждению межштатной торговли. В результате законодательный орган Виргинии призвал провести съезд всех штатов в Аннаполисе 11 сентября 1786 года. Однако, поскольку было представлено всего пять штатов, съезд постановил, что такие вопросы не могут быть эффективно решены, если не будут устранены недостатки Статей Конфедерации. В докладе, составленном  Александром Гамильтоном 14 сентября, предлагалось провести съезд всех штатов для этой цели. Рекомендация была принята Конгрессом и съезд был запланирован на восемь месяцев позже в Филадельфии, где и была разработана нынешняя федеральная Конституция.
Официальное название — Встреча уполномоченных по исправлению недостатков федерального правительства состоялась в старой палате Сената Палаты представителей штата Мэриленд, на которой двенадцать делегатов из пяти штатов США (Нью-Джерси, Нью-Йорк, Пенсильвания, Делавэр и Виргиния) собрались, чтобы обсудить и выработать консенсус по отмене протекционистских торговых барьеров, которые воздвиг каждый штат. В то время, согласно Статьям Конфедерации, каждый штат был в значительной степени независим от других, и национальное правительство не имело полномочий регулировать торговлю между штатами. Нью-Гэмпшир, Массачусетс, Род-Айленд и Северная Каролина назначили комиссаров, которые не смогли вовремя прибыть в Аннаполис для участия в совещании, а Коннектикут, Мэриленд, Южная Каролина и Джорджия вообще не предприняли никаких действий.